# 프로포즈 대작전 (2012년 드라마)
《프로포즈 대작전》은 2012년 2월 8일부터 2012년 3월 29일까지 방송되었던 TV조선 수목 드라마로 2007년 일본 후지TV에서 방송되었던 프로포즈 대작전을 원작으로 했다.

## 프로그램 소개
소꿉친구의 결혼식장에서 자신이 그녀를 사랑하고 있음을 깨닫는 남자가 첫사랑을 지켜내기 위해 과거로 돌아가 고군분투하는 내용을 그린 드라마

## 출연진

### 주요 인물
- 유승호 : 강백호 역 - 프로 야구 선수
- 박은빈 : 함이슬 역 - 스포츠 에이전트

### 주변 인물
- 이현진 : 권진원 역 - 함이슬 약혼자
- 김예원 : 유채리 역 - 함이슬 단짝 친구
- 박영서 : 주태남 역 - 강백호 단짝 친구
- 고경표 : 송찬욱 역 - 강백호 단짝 친구
- 박진주 : 조진주 역
- 주진모 : 함성훈 역 - 함이슬 아버지
- 이응경 : 오정림 역 - 함이슬 어머니
- 이두일 : 조국대 역 - 조진주 삼촌
- 김태훈 : 강진우 역 - 타임컨덕터, 강백호 아버지
- 이달형 : 고교담임 역
- 고인범 : 오태범 역 - 함이슬 외조부
- 문천식 : 유별남 역

### 그 외 인물
- 최아진 - 유빈 역
- 서현석
- 송민형 - 강백호 야구팀 감독 역
- 박대원 - 연극부 선배 역
- 오희준
- 탁트인

### 특별 출연
- 이봉주 : 국제마라톤대회에 출전한 선수 역 (1회)
- 하일성 : 결혼식 주례자 역 (1회)
- 정찬
- 기주봉 : 권진원 아버지 역
- 김지호 : 목소리 출연 (11회)

## 시청률
| 2012년 | 2012년   | 2012년         |
| 회차   | 방송일   | AGB닐슨 시청률 |
| ------ | -------- | -------------- |
| 1회    | 2월 8일  | 0.449%         |
| 2회    | 2월 9일  | 0.496%         |
| 3회    | 2월 15일 | 0.583%         |
| 4회    | 2월 16일 | 0.776%         |
| 5회    | 2월 22일 | 0.732%         |
| 6회    | 2월 23일 | 0.618%         |
| 7회    | 2월 29일 | 0.498%         |
| 8회    | 3월 1일  | 0.574%         |
| 9회    | 3월 7일  | 0.741%         |
| 10화   | 3월 8일  | 0.785%         |
| 11화   | 3월 14일 | 0.530%         |
| 12회   | 3월 15일 | 0.536%         |
| 13회   | 3월 21일 | 0.413%         |
| 14회   | 3월 22일 | 0.703%         |
| 15회   | 3월 28일 | 0.517%         |
| 16회   | 3월 29일 | 0.658%         |

## 참고 사항
- 유승호, 박은빈은 MBC 월화 드라마 《태왕사신기》, MBC 월화 드라마 《선덕여왕》에 이어 세 번째로 재회하여 캐스팅 되었다.[2]